# Marcio Braga
Marcio Baroukel de Souza Braga (Rio de Janeiro, 14 de maio de 1936) é um dirigente esportivo, tabelião e político brasileiro.

## Formação e vida política
Formado pela Faculdade Nacional de Direito da Universidade Federal do Rio de Janeiro, é tabelião em um cartório localizado na cidade do Rio de Janeiro. Pelo PMDB elegeu-se duas vezes deputado federal pelo estado do Rio de Janeiro, em 1982 e 1986. Nesta última, tornou-se constituinte que contribuiu na elaboração da Constituição brasileira de 1988. Foi filiado também ao PDT. Na Câmara dos Deputados chegou a ser vice-lider do PMDB.

## Clube de Regatas do Flamengo
Marcio Braga é o presidente que mais vezes comandou o Flamengo (seis vezes) e mais títulos de expressão conquistou. Junto com Gilberto Ferreira Cardoso e José Bastos Padilha figura nas lista dos três melhores presidentes da história do clube.[carece de fontes?]
Surge em 1976 um grupo chamado FAF (Frente Ampla pelo Flamengo). Dele faziam parte os nomes de Marcio Braga, Antonio Augusto Dunshee de Abranches, Joel Tepet, entre outros. Em 1977, Marcio Braga assume a presidência do Flamengo. Com ele, o Flamengo conquista seu terceiro tricampeonato carioca e conquista o Campeonato Brasileiro de 1980, terminando sua primeira passagem na presidência do clube. Em 1987, novamente Marcio Braga torna-se presidente do Flamengo, ficando até 1988, quando entrou para política ao se eleger deputado federal.
Em 1991, Marcio volta a se eleger presidente do Flamengo, ficando até 1992. Surge uma outra geração de jovens jogadores que iriam conquistar o Campeonato Carioca de 1991 e o Campeonato Brasileiro de 1992. Em 2004, Marcio Braga volta a se eleger presidente do Flamengo. Após gestões de Luiz Augusto Veloso, Kléber Leite e Edmundo dos Santos Silva. Consegue conquistar o Campeonato Carioca de 2004. Marcio fica na presidência até 2006, quando conquista a Copa do Brasil.

### Último mandato como Presidente do Flamengo
Em 4 de dezembro de 2006 é realizada a eleição e Marcio tenta seu sexto mandato, concorrendo com Arnaldo Cardoso e Ronaldo Gomlevski, vence pela seguinte contagem de votos (Marcio: 734 / Arnaldo: 508 / Ronaldo: 427), conquistado em seu último mandato o tri-campeonato (2007, 2008 e 2009). No início de 2009 pediu seu afastamento por problemas de saúde e foi substituído por Delair Dumbrosck até o meio de agosto quando voltou de licença.
Ao final de seu mandato, o clube conquista o Campeonato Brasileiro de 2009, o quinto de sua história no clube. Mandatos: 1977-1980, 1988, 1991-1992 e 2004-2009.